# Ахмед Ясін Гані
Ахмед Ясін Гані (швед. Ahmed Yasin Ghani / араб. أحمد ياسين غني; нар. 22 квітня 1991, Багдад, Ірак) — іракський та шведський футболіст, вінґер та атакувальний півзахисник шведського клубу «Геккен» та національної збірної Іраку. Виступав за олімпійську збірну Іраку, з 2012 року виступав за національну збірну.

## Клубна кар'єра

### Ранні роки
Ахмед Ясін Гані Муса — наймолодший з чотирьох футбольних братів. Футболом розпочав займатися з 5-ти років, дивлячись на своїх братів — Салара, Араза та Зейда — які, як і їх молодший брат або сестра, всі виступали за Еребру, де Ахмед почав грати футболі у дитячі роки. Вперше навчився футболу розпочав у брата Салара, який був футболістом та тренером.

### «Форвард»
Дорослу футбольну кар'єру розпочав 2007 року, коли 16-річний Ахмед приєднався до «Форварда», одну з юнацьких команд якого очолював його брат, Салар. На той час команда представляла Еребру в третьому дивізіоні шведського чемпіонату. Розпочинав кар'єру в юнацьких командах клубу, а наступного року дебютував у першій команді. Увірвався в першу команду в 2009 році загалом провів 42 матчі, в яких відзначився 7-ма голами, і навіть став капітаном футзальної команди клубу на Кубку Марієдаля 2010, де у фіналі відзначився двома голами. По завершенні сезону 2009 року був близький до переходу в «Гальмстад» та одного з декількох португальських клубів.

#### Футзальна команда
Ахмед був капітаном команди футзальної команди «Форварда». Допоміг клубу виграти Кубок Марієдаля 2010 року. Ахмед став одним з найкращих гравців турніру, багато хабивав, у тому числі й відзначився 2-ма голами у фінальному поєдинку.

### «Еребру»

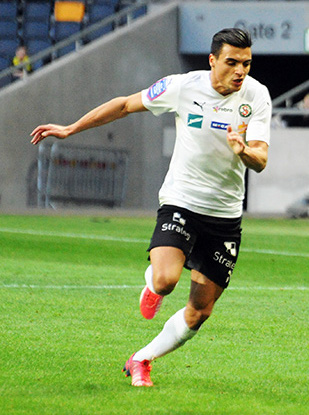
Ахмед Ясін під час виступів за «Еребру» в 2015 році.

У 2010 році 19-річний Ясін підписав 4-річний контракт з «Еребру». Дебютував за першу команду в Аллсвенскані 6 травня 2011 року в поєдинку проти «Кальмара».
У своєму дебютному сезоні за «Еребру» зіграв 6 матчів в Аллсвенскані та 1 поєдинок у Кубку Швеції. В єврокубках дебютував 21 липня проти «Сараєво». Ахмед провів на полі 10 хвилин, а його команда поступилася з рахунком 0:2.
Дебютним голом за «Еребру» відзначився на 12-й хвилині поєдинку Кубку Швеції проти «Юнгшиле». Також зіграв за команду 15 товариських матчів, в яких відзначився 5-ма голами.
Незважаючи на те, що у своєму дебютному сезоні зіграв лише чотири матчі, наступного сезону здійснив для себе справжній прорив, а в 2012 році зіграв ще більше матчів. Він повернувся до рідного клубу «Еребру» у 2010 році, а його кар'єра йшла по висхідній, встановлюючи для себен нову мету щороку і досягаючи її наприкінці сезону. Коли він вперше приєднався до «Еребру», талановитому вінґеру знадобився деякий час, щоб влаштуватися в першу команду, і в своєму першому сезоні зіграв лише чотири матчі, виходячи на заміну, загалом на футбольному полі провів 54 хвилини! По ходу Аллсвенскану 2011/12 увірвався до основного складу, зігравши 11 матчів.
Однак клуб вилетів у другий дивізіон шведського футболу, Супереттан, але замість того, щоб перешкоджати його кар'єрі, обмеженням другим дивізіоном, було вирішено не втримувати гравця. Ахмед став ключовим фактором просування команди до вищого дивізіону, зіграв 29 матчів, відзначився шістьма голами та віддав сім передач, після того як став основним правим півзахисником під керівництвом тренера Пер-Ола Люнга, людини, яка допомогла йому стартувати в клубі.
У сезоні 2014 року він зіграв 29 із 30 матчів за «Еребру» в «Аллсвенскані», відзначився двома голи та 5-ма гольовими передачами, а в сезоні 2015 року розпочав кожну з 13 матчів за «Еребру», що стало основною причиною того, чому шведський клуб зацікавлений щоб утримати його на наступний сезон. Але за контрактом залишилося лише півроку, тому Ахмед виїхав до Данії.

### «Орхус»
Влітку 2015 року Ахмед приєднався до «Орхуса» з данської Суперліги. Ахмед не зумів достатньо швидко адаптуватися в Данії, відзначився 1 голом та 2-ма результативними передачами в 17-ти матчах й по ходу сезону повернувся до Швеції, цього разу підсилив АІК.

### АІК
Взимку 2016 року повернувся до шведського Аллсвенскана, Ясін відзначився двома голи та п'ятьма гольовими передачами у 23 матчах за АІК у чемпіонаті та кубку країни, чим допоміг клубу завоювати срібні нагороди Аллсвенскану.

#### Оренда в «Аль-Муайдар»
Після завершення сезону в шведському чемпіонаті відправився в 4-місячну оренду до «Аль-Муайдара». Ахмед висловив бажання зберегти фізичну форму та переїхати до регіону з теплішою погодою. У новій команді дебютував 4 січня в поєдинку проти «Лехвії». 10 лютого відзначився дебютними голами в поєдинку проти «Аль-Хора», коли за рахунку 0:2 допоміг відігратися команді (2:2). Ахмед Ясін відзначився 4-ма голами та віддав 6 гольових передач у 13 поєдинках Катарської ліги зірок, але цього виявилося недостатнім, оскільки з 20-ма набраними очками команда фінішувала на передостанньому місці й понизилася в класі. 24 квітня 2017 року Ясін підтвердив, що його перебування в Катарі завершиться за 5 тижнів до закінчення орендного контракту, й він повернувся до АІКа. Гравець був змушений чекати на реєстрацію до 15 липня, дати відкриття трансферного вікна.

#### Оренда в «Геккен»
16 липня 2017 року Ахмед з AIKa відправився в оренду до іншого шведського колективу, «Геккена». Наступного дня дебютував у шведському Аллсвенскані проти «Єнчепінг Седра». Гані вийшов у другому таймі та відзначився голом через 12 хвилин. Ясін відзначився 7-ма м'ячами та 4-ма гольовими передачами в 15 матчах за «Геккен» у чемпіонаті, а клуб закінчив чемпіонат на четвертому місці.

#### Повернення в АІК
У січні 2018 року Ясін повернувся в АІК, у першому ж матчі допоміг перемогти команді, відзначився голом у поєдинку Кубку Швеції проти «Сиріанска».

### «Аль-Хор»
29 липня 2018 року Ясін підписав контракт до кінця грудня 2018 року з катарським клубом «Аль-Хор». Вийшов на поле замість травмованого Мадсона. 4 серпня дебютував у першому турі ЛЗК проти «Аль-Арабі». Зіграв 14 матчів та відзначився 1 голом, а в грудні 2018 року залишив команду.

### Повернення в «Геккен»
29 січня 2019 року підписав 1-річний контракт з «Геккеном».

## Кар'єра в збірній

### Юнацька збірна Швеції (U-17)
У 2008 році Ахмед викликаний до складу юнацької збірної Швеції (U-17), але не зіграв за неї жодного матчу.

### Олімпійська збірна Іраку
Ахмед дебютував в олімпійській збірній Іраку 16 червня 2011 року у товариському матчі проти Катару. Був одним з найпомітніших гравців матчу, частково завдяки йому Ірак здобув перемогу з рахунком 2:1. Після цього матчу тренер високо оцінив гру Ахмеда і знову офіційно викликав його до команди на матч олімпійської кваліфікації. Він став найкращим гравцем команди в кваліфікації. Проте через покарання від ФІФА Ірак не кваліфікувався на Олімпійські ігри 2012 року.

### Збірна Іраку
У червні 2011 року його та деяких інших європейських гравців тренер Вольфганг Сідка запросив на тренувальний збір збірної Іраку. Вони були обрані серед сорока іракських гравців, які виступають у європейських чемпіонатах.По прибуттю в Ірак йому приділили багато уваги. Гані провів декілька товариських матчів проти іракських клубів.
Під час перебування в Іраці також тренувався в багдадському клубі «Ат-Талаба». Представники іракського клубу були настільки вражені його грою, що запропонували Ахмеду контракт, але він відмовився, оскільки вже мав контракт з «Еребру» і не бажав покидати Аллсвенскан.
У лютому 2012 року, зігравши дуже добре за олімпійську команду, Зіко викликав його на матч проти Сінгапуру, хоча він не зміг приєднатися до команди через брак часу на підготовку.
Згодом Ахмеда Ясіна викликав Зіко др списку з 33 осіб на тренувальні збори в Туреччині в рамках підготовки збірної Іраку до фінального раунду кваліфікації до Чемпіонату світу 2014 року, який повинен був відбутися в Бразилії. Але до заявки на матчі проти Йорданії та Оману він не потрапив.
Дебютував за збірну 24 червня 2012 року на міжнародному товариському турнірі Кубок Арабських націй 2012 в Саудівській Аравії проти збірної Лівану. Ахмед вийшов на поле на 32-й хвилині, замінивши Каррара Джассіма. Вперше в стартовому складі збірної вийшов у поєдинку проти Судану.
11 вересня 2012 року Ахмед Ясін вперше зіграв у стартовому складі (у футболці під 9-им номером) у кваліфікації Чемпіонату світу 2014 року проти Японії. Зіграв непоганий матч і створив декілька хороших гольових моментів, але поєдинок закінчився перемогою Японії з рахунком 1:0.
29 грудня 2014 року включений до заявки збірної Іраку на КубокАзії 2015 року. У другому матчі групового етапу (переможному для іраків, 2:0), проти Палестини, відзначився 2-им голом, чим допоміг своїй збірній пробитися в плей-оф. У матчі чвертьфіналу проти Ірану Ясін забив перший м'яч Іраку, в якому Канберра Стедіум в основний час команди зіграли внічию, 3:3, а в серії післяматчевих пенальті з рахунком 7:6 Ірак обіграв свого суперника. У березні 2018 року відзначився першими голами за національну збірну після зняття міжнародної заборони.

## Статистика виступів

### Клубна
Станом на 29 липня 2018.
| Клуб                   | Сезон             | Ліга  | Ліга | Ліга   | Кубок | Кубок | Кубок  | Єврокубки | Єврокубки | Єврокубки | Загалом | Загалом | Загалом |
| Клуб                   | Сезон             | Матчі | Голи | Асисти | Матчі | Голи  | Асисти | Матчі     | Голи      | Асисти    | Матчі   | Голи    | Асисти  |
| ---------------------- | ----------------- | ----- | ---- | ------ | ----- | ----- | ------ | --------- | --------- | --------- | ------- | ------- | ------- |
| «Форвард»              | 2008              | 17    | 1    | 3      | —     | —     | —      | —         | —         | —         | 17      | 1       | 3       |
| «Форвард»              | 2009              | 20    | 4    | 5      | —     | —     | —      | —         | —         | —         | 20      | 4       | 5       |
| «Форвард»              | 2010              | 5     | 3    | 4      | 1     | 0     | 0      | —         | —         | —         | 6       | 3       | 4       |
| «Форвард»              | Загалом           | 42    | 8    | 12     | 1     | 0     | 0      | —         | —         | —         | 43      | 8       | 12      |
| «Еребру»               | 2011              | 4     | 0    | 1      | 1     | 1     | 0      | 1         | 0         | 0         | 6       | 1       | 1       |
| «Еребру»               | 2012              | 13    | 0    | 3      | 4     | 2     | 2      | —         | —         | —         | 17      | 2       | 5       |
| «Еребру»               | 2013              | 29    | 6    | 7      | —     | —     | —      | —         | —         | —         | 29      | 6       | 7       |
| «Еребру»               | 2014              | 29    | 2    | 5      | 7     | 0     | 1      | —         | —         | —         | 36      | 2       | 6       |
| «Еребру»               | 2015              | 14    | 2    | 2      | —     | —     | —      | —         | —         | —         | 14      | 2       | 2       |
| «Еребру»               | Загалом           | 89    | 10   | 18     | 12    | 3     | 3      | 1         | 0         | 0         | 102     | 13      | 21      |
| «Орхус»                | 2015              | 17    | 1    | 1      | 2     | 0     | 1      | —         | —         | —         | 19      | 1       | 2       |
| «Орхус»                | Загалом           | 17    | 1    | 1      | 2     | 0     | 1      | —         | —         | —         | 19      | 1       | 2       |
| АІК                    | 2016              | 18    | 1    | 3      | 5     | 1     | 2      | 4         | 0         | 0         | 27      | 2       | 5       |
| АІК                    | Загалом           | 18    | 1    | 3      | 5     | 1     | 2      | 4         | 0         | 0         | 27      | 2       | 5       |
| «Аль-Муайдар» (оренда) | 2017              | 13    | 4    | 5      | 1     | 0     | 0      | —         | —         | —         | 14      | 4       | 5       |
| «Аль-Муайдар» (оренда) | Загалом           | 13    | 4    | 5      | 1     | 0     | 0      | —         | —         | —         | 14      | 4       | 5       |
| «Геккен» (оренда)      | 2017              | 15    | 7    | 4      | 0     | 0     | 0      | —         | —         | —         | 15      | 7       | 4       |
| «Геккен» (оренда)      | Загалом           | 15    | 7    | 4      | 0     | 0     | 0      | —         | —         | —         | 15      | 7       | 4       |
| АІК                    | 2018              | 14    | 1    | 1      | 5     | 1     | 0      | 2         | 0         | 0         | 21      | 2       | 1       |
| АІК                    | Загалом           | 14    | 1    | 1      | 5     | 1     | 0      | 2         | 0         | 0         | 21      | 2       | 1       |
| Усього за кар'єру      | Усього за кар'єру | 208   | 32   | 44     | 26    | 5     | 6      | 7         | 0         | 0         | 241     | 37      | 50      |

1. ↑  Включаючи матчі в кубку Швеції та кубку Данії
2. ↑  Включаючи матчі в Лізі Європи УЄФА

### У збірній

#### По роках
Станом на 24 грудня 2018
| Ірак    | Ірак  | Ірак | Ірак |
| Рік     | Матчі | Голи |      |
| ------- | ----- | ---- | ---- |
| 2012    | 14    | 1    |      |
| 2013    | 7     | 0    |      |
| 2014    | 8     | 0    |      |
| 2015    | 11    | 3    |      |
| 2016    | 5     | 0    |      |
| 2017    | 7     | 1    |      |
| 2018    | 3     | 1    |      |
| Загалом | 55    | 6    |      |

#### По матчах
| Дата       | Місто          | Господарі | Результат | Гості   | Турнір                     | Голи | Примітки |
| ---------- | -------------- | --------- | --------- | ------- | -------------------------- | ---- | -------- |
| 08-01-2019 | Абу-Дабі       | Ірак      | 3 – 2     | В'єтнам | Кубок Азії 2019 - 1º turno | -    |          |
| 12-01-2019 | Шарджа (місто) | Ємен      | 0 – 3     | Ірак    | Кубок Азії 2019 - 1º turno | -    |          |
| 16-01-2019 | Дубай (місто)  | Іран      | 0 – 0     | Ірак    | Кубок Азії 2019 - 1º turno | -    | 46'      |
| Усього     |                | Матчів    | 3         |         | Голів                      | 0    |          |

#### Голи ха збірну
Рахунок та результат збірної Іраку в таблиці подано на першому місці.
| Гол | Дата            | Місце                             | Суперник          | Рахунок | Результат | Змагання                                       |
| --- | --------------- | --------------------------------- | ----------------- | ------- | --------- | ---------------------------------------------- |
| 1.  | 18 грудня 2012  | Алі Сабах Аль-Салем, Ель-Фарванія | Оман              | 2–0     | 2–0       | Чемпіонат Федерації футболу Західної Азії 2012 |
| 2.  | 20 січня 2015   | Канберра Стедіум, Канберра        | Палестина         | 2–0     | 2–0       | Кубок Азії 2015                                |
| 3.  | 23 січня 2015   | Канберра Стедіум, Канберра        | Іран              | 1–1     | 3–3       | Кубок Азії 2015                                |
| 4.  | 3 вересня 2015  | ПАС, Тегеран                      | Китайський Тайбей | 3–0     | 5–1       | кваліфікація чемпіонату світу 2018             |
| 5.  | 23 березня 2017 | ПАС, Тегеран                      | Австралія         | 1–1     | 1–1       | кваліфікація чемпіонату світу 2018             |
| 6.  | 21 березня 2018 | Басра Спортс Сіті, Басра          | Катар             | 1–1     | 2–3       | Міжнародний товариський турнір 2018            |

## Особисте життя
Ясін — курд з племені Фейлі, який народився 22 квітня 1991 року в Багдаді на відомій вулиці Фаластін. В однорічному віці разом з родиною переїхав до Швеції. У 5-річному віці пішов до школи міста Еребру. У 2010 році, після закінчення середньої школи Ахмедом, його сім'я повернулася в Ірак.
Сім'я Ясіна жила на знаменитій вулиці Фаластін в столиці Іраку, але вперше виїхала з Багдада до Швеції в 1987 році, наприкінці Іраксько-іранської війни. Через рік після закінчення війни сім'я Ясінів повернулася до свого будинку на Палестинській вулиці, вважаючи, що їхнє майбутнє пов'язане з Іраком, але менш ніж через 18 місяців Ірак був втягнутий у чергову війну із США та їхніми союзниками після того, як Саддам наказав вторгнутися в Кувейт і наступного року сім'я Ясіна остаточно покинула Ірак.
Ясін розпочав займатися футболом у віці п’яти років. Його старші брати — Салар, Араз і Зейд — також виступали за «Еребру». У вільний час Ясін захоплюється боксом і тенісом. Іноді відвідує уроки боксу у професіональних боксерів. Ясін вільно володіє англійською, шведською та арабською мовами.

## Досягнення

### Клубні
«Форвард»
- Кубок Марієндаль
  -  Володар (1): 2010

«Еребру»
- Супереттан
  -  Срібний призер (1): 2013
- Атлантичний кубок
  -  Фіналіст (1): 2014
- Кубок Швеції
  -  Фіналіст (1): 2015

### Міжнародні
Ірак
- Кубок арабських націй
  -  Бронзовий призер (1): 2012
- Чемпіонат Федерації футболу Західної Азії
  -  Фіналіст (1): 2012
- Кубок націй Перської затоки
  -  Фіналіст (1): 2013
- Кубок Азії
  - 4-те місце (1): 2015
- Міжнародний турнір дружби
  -  Чемпіон (1): 2019

### Індивідуальні
- Номінований IFFHS на звання найпопулярнішого футболіста у світі серед активних гравців у 2012 році.
- Обраний одним із 5 найпопулярніших гравців в Азії.
- Номінований на премію «Найкращий арабський гравець сезону 2011/2012» від каналу AlJazeera Sports[27].
- Номінований на звання «Найкращий футболіст з арабського світу» у сезоні 2012 року за версією Sky Polls[28].
- Вибраний найкращим професіональним іракським гравцем 2012 року за версією сайту Kooora[29].
- Номінований на звання Найкращого арабського футболіста алжирською газетою «Аль-Хаддаф»[30].
- Обраний до команди найкращої 11-ки Супереттану за 2013 рік[31][32][33][34][35].
- Нагорода за найкращий гол Еребру в Супереттані сезону 2013[36].
- Гравець місяця Аллсвенскан: серпень 2017 року[37].